# Frederico Mascarenhas Martins
Frederico Mascarenhas Martins foi um político brasileiro. Foi fazendeiro, coronel, deputado estadual do Paraná e prefeito de Tibagi.